# Андреев, Николай Фёдорович (Герой Советского Союза)
Никола́й Фёдорович Андре́ев (9 [22] мая 1917 года — 27 января 1987 года) — советский офицер, участник Великой Отечественной войны, командир взвода 3-го отдельного сапёрного батальона 72-й стрелковой дивизии 21-й армии Ленинградского фронта, лейтенант.
Герой Советского Союза (21.07.1944), старший лейтенант запаса.

## Биография
Родился 9 (22) мая 1917 года в деревне Ремнёво ныне Калязинского района Тверской области в семье крестьянина. Русский. Член ВКП(б)/КПСС с июля 1943 года. Окончил неполную среднюю школу. Работал в колхозе.
В 1939 году призван в ряды Красной Армии. Окончил курсы младших лейтенантов. В боях Великой Отечественной войны с июня 1941 года. В 1942 году окончил Болшевское военно-инженерное училище. Воевал на Юго-Западном, Ленинградском, Волховском фронтах. Был дважды ранен.
На войне Н. Ф. Андреев был сапёром. Окончив офицерские курсы военно-инженерного училища, Н. Ф. Андреев весной 1944 года принял командование взводом. А в июне 21-я армия возобновила бои по прорыву оборонительной полосы противника северо-восточнее Выборга.
Командир батальона поставил взводу Н. Ф. Андреева задачу — проделать два прохода в обороне врага: снять противопехотные и противотанковые мины, проволочные заграждения, взорвать надолбы.
Под грохот артиллерийской подготовки сапёры вышли к переднему краю. Они работали меж двух огней — били наши пушки, стреляли по нашим позициям ожившие огневые точки гитлеровцев. Саперы действовали решительно: подорвали надолбы, обезвредили сотни мин, срыли скаты противотанкового рва.
Обстрел усиливался. Осколки разорвавшегося поблизости снаряда зацепили лейтенанта. Друзья встревожились. Но Н. Ф. Андреев спешил доделать проход. И, когда все было закончено, когда наши танки, поддержанные пехотой, пошли в наступление, Н. Ф. Андреев облегченно вздохнул. Его отправили в санитарную часть. И только там выяснилось, что ранение тяжелее и опаснее, чем он думал.
Указом Президиума Верховного Совета СССР от 21 июля 1944 года
за образцовое выполнение боевых заданий Командования на фронте борьбы с немецкими захватчиками и проявленные при этом отвагу и геройство

лейтенанту Николаю Фёдоровичу Андрееву присвоено звание Героя Советского Союза с вручением ордена Ленина и медали «Золотая Звезда» (№ 4493).
В феврале 1945 года после длительного лечения в госпитале старший лейтенант Н. Ф. Андреев уволен в запас. Окончил Калининскую областную партийную школу и заочно Высшую партийную школу при ЦК КПСС. Был на партийной и хозяйственной работе. В пятидесятых годах Н. Ф. Андреев пошёл председателем в отстающее хозяйство «Победа», где проработал четыре года.
Затем трудился мастером Удомельской межколхозной передвижной механизированной колонны. Под его руководством изготовляли железобетонные конструкции для сельских строек. Жил в посёлке городского типа Удомля Тверской области. Скончался 27 января 1987 года.
Похоронен на кладбище Лебедево в г. Твери.

## Награды
- Медаль «Золотая Звезда» Героя Советского Союза
- Орден Ленина
- Орден Александра Невского
- Орден Отечественной войны I степени
- Медали, в том числе:
  - Медаль «За победу над Германией в Великой Отечественной войне 1941—1945 гг.»
  - Юбилейная медаль «Двадцать лет Победы в Великой Отечественной войне 1941—1945 гг.»
  - Юбилейная медаль «Тридцать лет Победы в Великой Отечественной войне 1941—1945 гг.»
  - Юбилейная медаль «Сорок лет Победы в Великой Отечественной войне 1941—1945 гг.»